# فرودگاه اینورمر
فرودگاه اینورمر (به انگلیسی: Invermere Airport) یک فرودگاه همگانی است که یک باند فرود آسفالت دارد و طول باند آن ۹۱۴ متر است. این فرودگاه در کشور کانادا قرار دارد و در ارتفاع ۸۶۰ متری از سطح دریا واقع شده‌است.